# Pós-punk
Pós-punk (em inglês: post-punk), originalmente chamado new musik, é um amplo gênero de rock que surgiu no final da década de 1970 na esteira do punk rock. Os músicos pós-punk afastaram-se dos elementos tradicionais e da simplicidade crua do punk, adotando uma abordagem mais ampla e experimental que englobava uma variedade de sensibilidades de vanguarda e influências fora do rock.
O pós-punk teve outras características anteriores vindas de vários outros estilos e experimentos musicais como o dub jamaicano, o funk americano e o krautrock alemão. A sonoridade era mais artística, complexa e experimental. A incorporação de elementos do krautrock trouxe os teclados, a repetição da dub music e do funk americano introduziu experimentações e melodias de baixo.
Determinados a romper com os clichês do rock, os artistas e bandas pós-punk experimentaram estilos como eletrônica, jazz, disco e dance music, as técnicas de produção de dub e idéias de arte — incluindo teoria crítica, arte modernista, romantismo, cinema e literatura. Essas comunidades produziram gravadoras independentes, artes visuais, performances multimídia e fanzines.
O pós-punk foi a base do rock alternativo, ampliando a estética sonora do rock para um estilo mínimo, mais livre, explorando uma originalidade sonora, incorporando técnicas e riffs de baixo (que predomina no gênero), efeitos de guitarra, baterias tribais (4/4) e experimentações de estúdio. A vanguarda do pós-punk foi representada por grupos como Siouxsie and the Banshees, Joy Division, The Cure, Bauhaus, Public Image Ltd, Gang of Four, Wire, Magazine, The Pop Group, Throbbing Gristle, The Slits, Killing Joke, Cabaret Voltaire, The Fall, Au Pairs, Talking Heads e Pere Ubu. O movimento estava intimamente relacionado ao desenvolvimento de gêneros auxiliares como rock gótico, neo-psicodelia, dance punk, no wave e industrial. 
O legado e a expansão do pós-punk gerou intelectualismo no rock, fanzines e algumas subculturas que se tornaram conhecidas principalmente durante a década de 1980.

## Etimologia e características
O nome post-punk (ou pós-punk) foi usado para descrever uma inclinação sonora e atmosférica mais alternativa, intimista, poética e experimental.
Apesar deste momento de agitação cultural ter sido inicialmente chamado de new wave, é mais comum atribuir este nome para as bandas da época com inclinações comerciais e com orientações para música pop, disco, eletrônica e pela estética artística colorida e futurista. A new wave tomou proporções comerciais maiores na cultura pop da década de 1980 em relação ao pós-punk, que em parte se manteve no underground com poucas bandas como The Cure e Siouxsie and the Banshees obtendo sucesso comercial. Pode-se considerar, de forma geral, a new wave como a evolução acessível (mainstream) do punk rock, enquanto que o pós-punk pode ser considerado uma resposta menos comercial com um caráter mais intimista, alternativo e experimental.

## História
Em particular, o ano de 1977 foi considerado crucial para o início do pós-punk inglês com bandas como Joy Division precedendo bandas como Siouxsie and the Banshees, Wire, Magazine e Public Image.

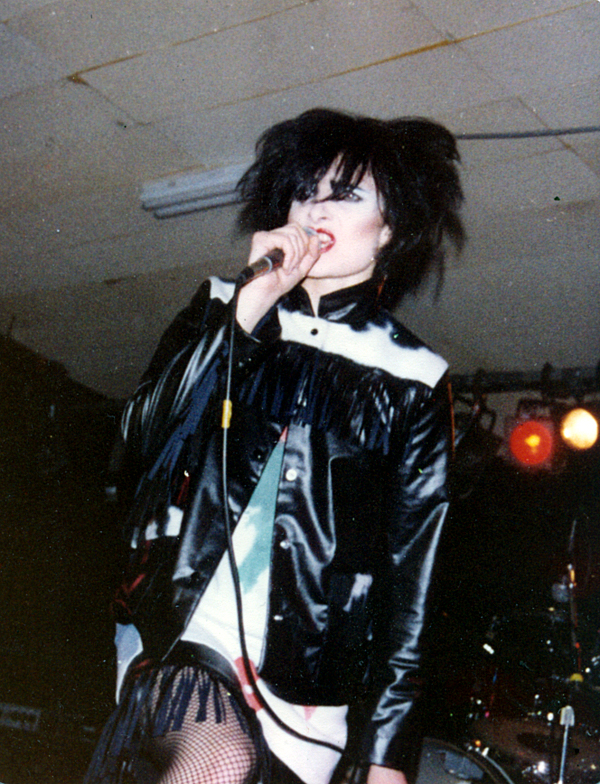
Siouxsie Sioux em 1980.

O grupo de Siouxsie começou a fazer diversas apresentações e, de boca em boca, ganhou um grande seguimento no final de 1977, com apoio e convite do DJ John Peel gravaram duas sessões, que foram transmitidas diversas vezes na rádio da BBC. assim lançaram o primeiro álbum "The Scream", apresentando um som spacey inovador com guitarras angulares. Recebendo em 1978, críticas elogiosas da imprensa britânica. 
Os grupos Magazine liderada pelo compositor e ex-vocalista do Buzzcocks, Howard Devoto, e Public Image pelo compositor e ex-vocalista do Sex Pistols, Johnny Rotten (que a partir de então assumiu o nome real John Lydon). Ambas foram fundadoras e favoritas do punk inglês, com esses projetos assumiam uma postura de ruptura e aversão aos rumos comerciais e dogmáticos. Antes, em 1977 a veterana banda punk Wire já evidenciava estruturas mais complexas e melódicas em algumas faixas do disco "Pink Flag".

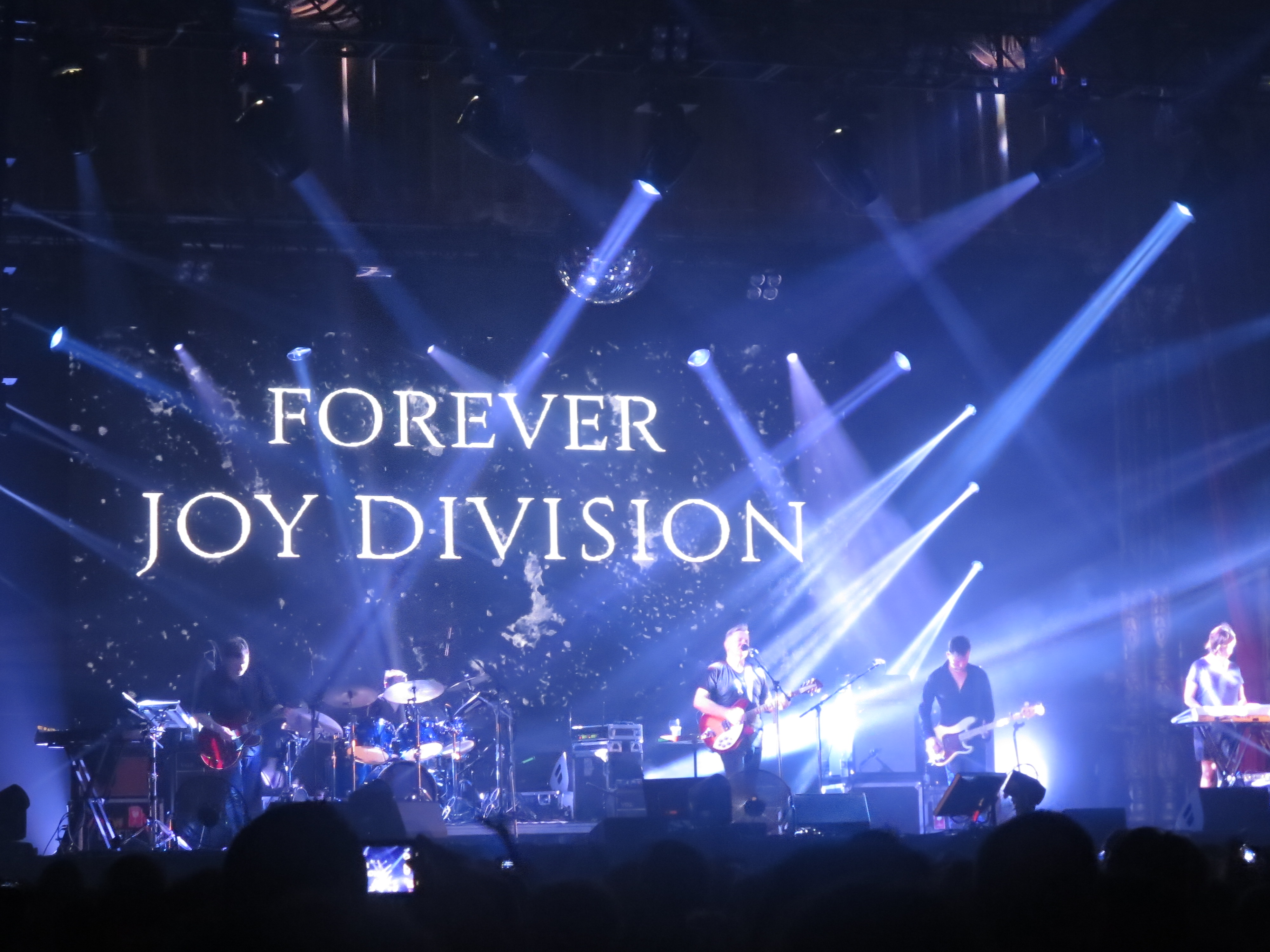
New Order prestando tributo ao Joy Division em 2014. Joy Division foi considerada uma das bandas precursoras do gênero.

Em 1978, no disco de estreia do Public Image, "First Issue", John Lydon introduz algumas das principais características do pós-punk: o destaque em primeiro plano para o baixo, a guitarra como uma espécie de segunda voz (ao invés do uso de riffs como base para o cantor) e as letras cheias de cinismo e existencialismo. Em 1978, o Magazine com seu disco de estreia "Real Life", inaugura outras essenciais características do estilo ao usar sintetizadores para criar uma ambientação gélida e espaço vazio, cantar com uma voz ácida e construir melodias mais emotivas.
Nos Estados Unidos, uma tendência para uma música introspectiva, e ao mesmo tempo influenciada pelo faça-você-mesmo e a antitécnica, já era desenvolvida paralela ao punk. Dois grupos da primeira geração punk estadunidense, o Television e Patti Smith, eram obviamente distintos dos seus companheiros Ramones e Blondie, demonstrando elementos, pelo menos conceituais, do pós-punk inglês. É também dos Estados Unidos o grupo Rocket From The Tombs, que daria origem à banda punk Dead Boys e ao extremamente influente sobre o pós-punk, Pere Ubu, que em de 1978 lançou o primeiro mini-disco "Datapanik In the Year Zero", inaugurando o interesse pelo Surrealismo, a experiência com vocais bizarros e melodias ao mesmo tempo kitsch e extremamente enigmáticas. O disco de estreia, The Modern Dance, do mesmo ano, é um marco porque introduz o interesse pela experimentação de ruídos, colagens e efeitos sonoros nunca explorados pelo rock, além de substituir a poética objetiva pela abstração ambígua.
O pós-punk norte-americano se desenvolveu paralelamente ao punk, tendo suas bases numa longa tradição de músicos experimentais como Velvet Underground, Captain Beefheart, Frank Zappa e Yoko Ono. Houve outros elementos que podem ser considerados indícios e bases para o pós-punk. Em 1977 os fundadores do glam rock Marc Bolan, David Bowie, Brian Eno (ex-Roxy Music) e Iggy Pop, lançam alguns dos mais importantes discos de suas carreiras. David Bowie com participação de Brian Eno começa a chamada "fase Berlim" com os discos Heroes e Low, nos quais o primeiro lado são músicas mais acessíveis e o segundo experimentação instrumental com sintetizadores. Iggy Pop, ex-vocalista dos Stooges, com a colaboração de David Bowie lança Lust For Life e The Idiot, esse último sendo o irmão sombrio do primeiro. As músicas são especialmente introspectivas e sombrias, e já é usado o baixo em destaque, neste caso com uma melodia circular, psicodélica e depressiva, características previamente exploradas pelos Stooges na faixa We Will Fall, de 1970. Também o norte-americano Velvet Underground, que durante os três primeiros discos, lançados no fim da década de 60, introduziu várias características fundamentais do pós-punk, especialmente no segundo álbum, White Light / White Heat, exaustivamente citado pelo pós-punk.

### Reino Unido

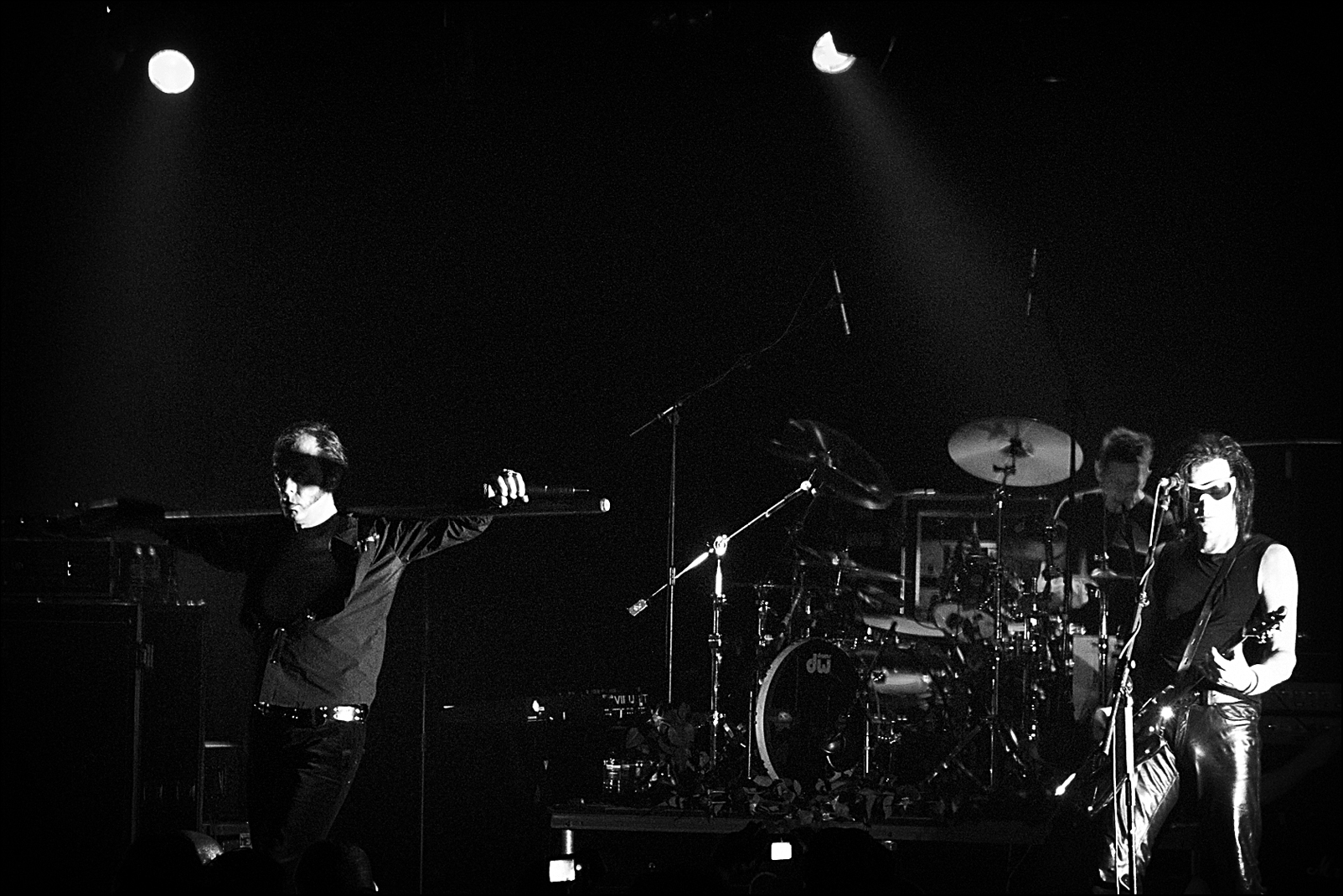
Bauhaus

Partindo do princípio de que não é preciso conhecimento técnico de música para produzir algo interessante, muitos dos integrantes da primeira geração pós-punk inglesa — a maioria universitários e aficionados por arte — formaram suas bandas após o auge do punk, entre 1977 e 1978.
A primeira geração, apesar de revelar o caráter sombrio já mencionado, era de modo geral otimista, muitas vezes com ritmos dançantes — influência da grande difusão do reggae, dub e ska. Um caráter principal desta geração é o interesse pela experimentação de texturas sonoras e de novas tecnologias, que se explica pela crescente influência das bandas do experimentalismo alemão Krautrock e da importação de estilos estrangeiros. Há também numerosas referências nas letras a outros campos das artes, como literatura, artes plásticas e teatro e à filosofia. Bandas de destaque desta primeira geração são The Mekons, This Heat, The Fall e Raincoats.
Um fenômeno importante para a consolidação do pós-punk é a transformação de pequenas lojas de discos em gravadoras independentes e a sólida alternativa que elas representavam às grandes empresas que dominavam o mercado fonográfico. Rough Trade, Factory, Small Wonder, entre outras, por volta de 1978 criaram informalmente uma rede de gravadoras independentes e foram responsáveis pela promoção da maior parte dos artistas pós-punk, que nunca conseguiriam contrato com as grandes gravadoras. Em 1979 as primeiras bandas pós-punk começam a serem reconhecidas e são lançados alguns dos mais importantes discos da cena: Entertainment!, do Gang of Four e Dirk Wears White Sox, do Adam and the Ants.

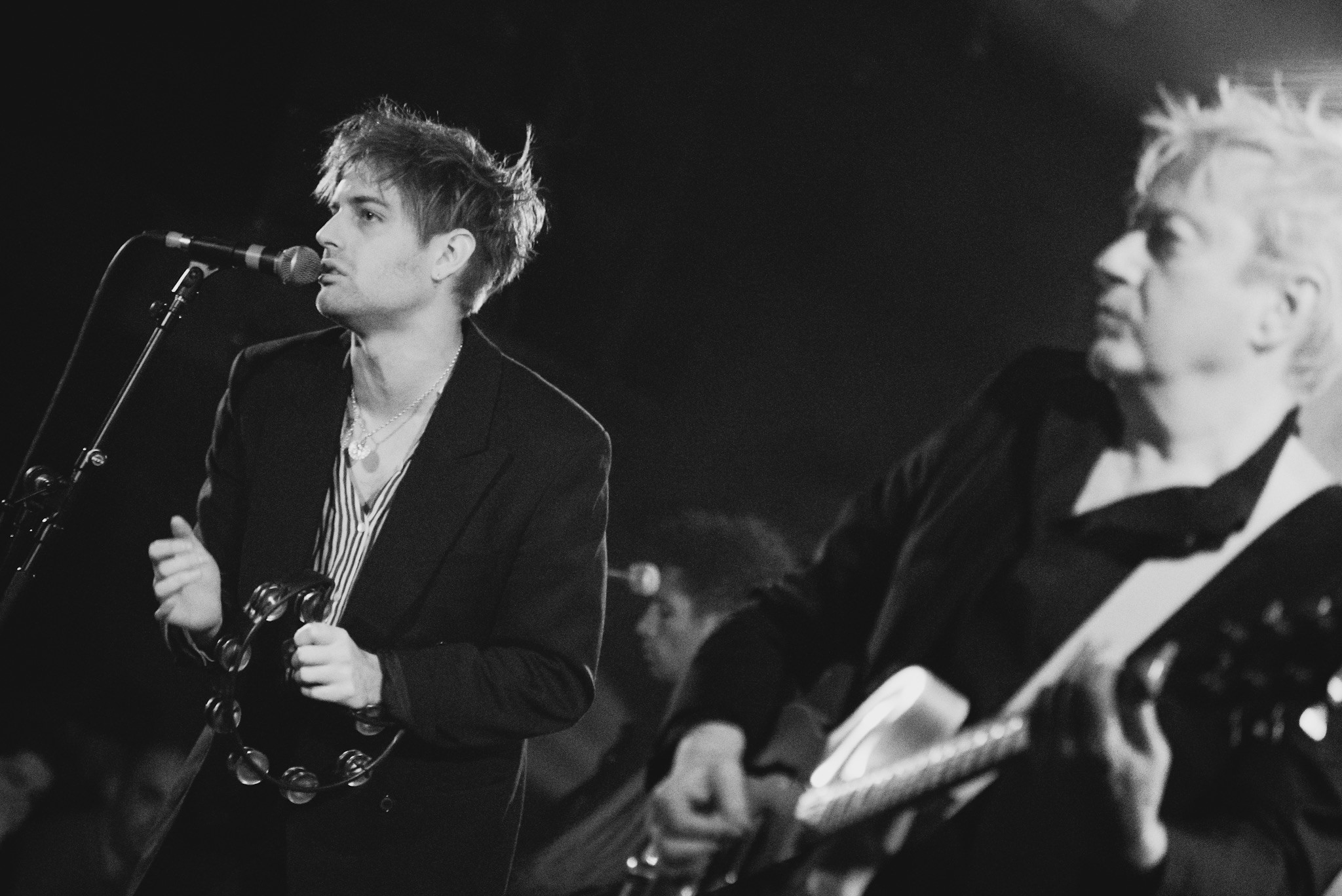
Gang of Four

É em 1979 também que vários conjuntos recém formados e com uma forte identidade estilística lançam suas primeiras gravações. Algumas características dessa identidade são a atmosfera sonora etérea, algumas vezes criando uma ambientação desértica e angustiante, e a interpretação introspectiva do sombrio, o existencialismo e o delírio a partir da ótica metropolitana, ou em alguns casos de pontos de vista surreais/metafísicos. Nesta época a new wave estreava um romantismo ingênuo, o new romantic; comparados, a nova geração pós-punk era a versão negra, um ultra-romantismo de poética pessimista e inclinação suicida. O Joy Division abandona a fase punk Warsaw e lança em 1979 o disco marco Unknown Pleasures. O recém formado Bauhaus, com sua ironia macabra, lança o single "Bela Lugosi's Dead" neste mesmo ano. Também novato, Killing Joke estreia com o atmosférico mini-álbum Almost Red. The Cure debuta com a melancolia dançante do disco Three Imaginary Boys.

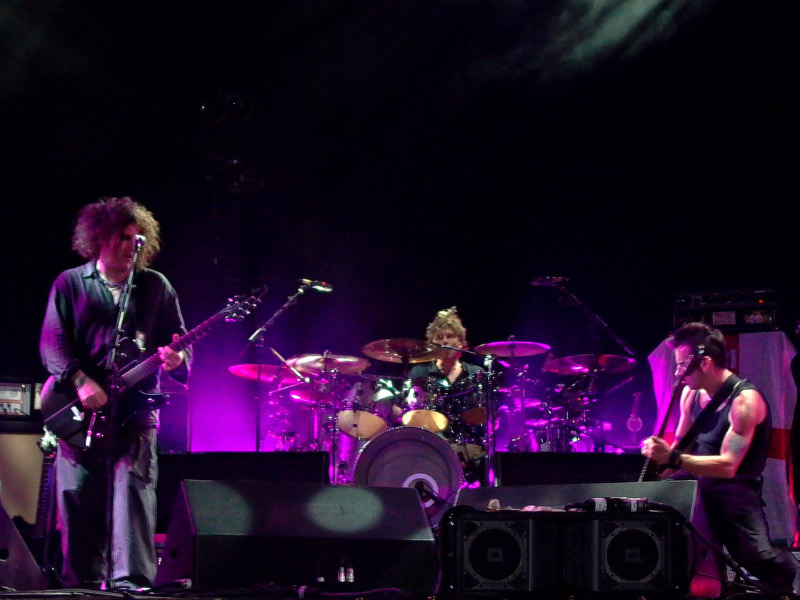
The Cure, 2004

Sob influência dessas bandas, dezenas de outros discos são lançados nos anos seguintes e o pós-punk ganha grande exposição. Entre os que tiveram maior repercussão na mídia estão os U2, New Order, Joy Division, The Cure, Siouxsie & the Banshees, Bauhaus, The Smiths, Killing Joke, New Model Army, Psychedelic Furs e Echo & the Bunnymen. Outras bandas importantes, mas sem o enorme sucesso que o pós-punk experimentava na época são Southern Death Cult, Theatre of Hate, Blood and Roses, The Mob, Lack of Knowledge e The Cravats.

### Estados Unidos

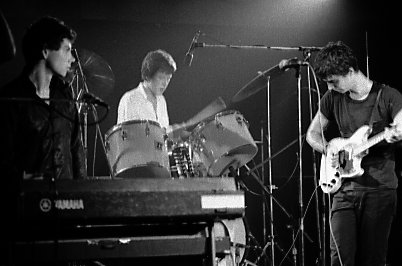
Talking Heads foi uma das únicas bandas pós-punk americanas a alcançar tanto um grande público cult quanto o mainstream.

Nos Estados Unidos o pós-punk não apresentou diferentes gerações, mas durante toda sua existência coexistiram duas linhas claramente distintas e identificáveis. Algumas bandas tinham um caráter evidentemente melódico, dando ênfase à guitarra e à notas mais emotivas. O uso característico do baixo, dos ingleses, não aparece com intensidade nessa variação melodiosa, que privilegiava uma instrumentação "seca" e mais aguda. A outra linha, em destaque os músicos da cena no wave, estava alinhada com o não-rock áspero e indigesto da cena Industrial que começava a se formar naquele momento. O baixo era muitas vezes deixado em segundo plano para ser substituído por texturas sonoras (metais, caixas e outros objetos) também graves, resultando numa música formalmente equivalente ao estilo inglês, mas com uma poética bem mais agressiva e perturbadora. O uso massivo de microfonias e outros ruídos elétricos como partes fundamentais da estrutura ajudavam a desconstruir a forma tradicional de música. Os temas eram sombrios, escatológicos e misantrópicos, numa ótica nitidamente niilista. Fora da No Wave outros artistas seguiriam essa linha como Big Black, Savage Republic, Swans e Sonic Youth (quanto aos três últimos, referindo-se apenas ao começo da carreira).
A maioria destas bandas não é reconhecida como pós-punk por causa do clássico estilo inglês, mas considerando no sentido amplo, como fenômeno cultural, pode-se afirmar que Television, Savage Republic, Pere Ubu, Suicide, 100 Flowers, Lydia Lunch, The Contortions, Big Black, Redex, Hüsker Dü, entre outros, representaram a versão norte-americana do pós-punk.
Esta distinção América e Inglaterra não era estrita e nem mesmo óbvia, considerando que ambas versões se influenciavam profunda e mutuamente — por exemplo, Pere Ubu e Suicide foram favoritos e extremamente influentes entre os ingleses assim como Public Image Ltd, na sua fase experimental, e o Gang of Four eram admirados pelos norte-americanos.

## Expansão

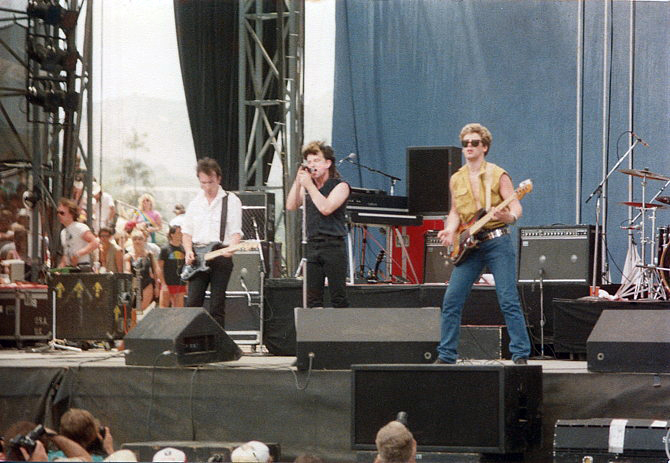
U2 durante a War Tour em 1983. A banda começou bastante influenciada pelo pós-punk, adotando um caminho mais comercial ao longo de sua carreira.

Uma série de mudanças culturais e fatos marcantes acabaram determinando a diluição do pós-punk em novos estilos. Em 1980, Ian Curtis, vocalista do Joy Division, suicidou-se, o restante dos integrantes formaram em seguida o New Order, banda que começou no pós-punk mas logo fundiu o estilo com a dance music, synth-pop, new wave e eletrônica, assim acabaram criando um novo estilo musical próprio, posteriomente conhecido como dance rock.
Em 1983, o Bauhaus anuncia o fim da banda. The Cure continuava com seus sons cinzentos e agonizantes no rock gótico até o lançamento do single "Let's Go to Bed", uma canção new wave mais alegre e comercial, considerado a antítese da sonoridade que a banda vinha apresentando na época após o lançamento do soturno álbum Pornography.
Nos Estados Unidos o pós-punk se transforma no rock alternativo, com  o R.E.M. e Sonic Youth, com influência do lado mais experimental e ruidoso, expandindo a poética da nova música alternativa, paralelamente aos ingleses do The Jesus and Mary Chain.
O processo de diluição em novos estilos de música alternativa progride durante a década de 1980. Outros estilos com influência nítida do pós-punk são: neofolk, neo-psicodelia, música ethereal e as manifestações tardias da música industrial.

## Manifestações fora da música
É possível identificar o estilo pós-punk em outras artes e produções culturais dos anos 1980.

### No cinema
- The Right Side Of My Brain, do norte-americano Richard Kern, 1985
- Asas do Desejo (Der Himmel Über Berlin), do alemão Wim Wenders, 1987

Famosos por incorporar personagens e referências à cultura pós-punk:
- Fome de Viver (The Hunger), filme inglês de Tony Scott, 1983. Com participação da banda Bauhaus.
- Cidade Oculta, do brasileiro Chico Botelho, 1987. Com participação da Patife Band, no famoso clube dark Madame Satã.
- Donnie Darko (Donnie Darko) de Richard Kelly, 2001. Que é ambientado na atmosfera sombria do fim dos anos 80 e cuja famosa trilha sonora possui bandas como Echo and the Bunnymen, Joy Division, The Psychedelic Furs e The Cure.

### Nos quadrinhos (banda desenhada)
- Sandman, de Neil Gaiman
- Vários trabalhos de Alan Moore (que produziu o disco-quadrinhos Old gangsters never die com membros da banda Bauhaus)

## Pós-punk no mundo

### Alemanha
Muitas vezes aceito como a ala underground da Neue Deutsche Welle ("Nova Onda Alemã"), o pós-punk alemão foi marcado pela influência neo-dadaista e pelo uso de instrumentos eletrônicos, além do notável interesse pelo radicalismo experimental da música Industrial. As principais bandas são Abwärts, D.A.F, Die Tödliche Doris, Einstürzende Neubauten, Malaria! e Mittagspause.

### Austrália
O pós-punk australiano, como o alemão, é em grande parte ligado a estética da música industrial. Algumas bandas importantes: Boys Next Door (que faria sucesso na Inglaterra como Birthday Party e depois Nick Cave and the Bad Seeds), Crime And The City Solution, The Limp, Prod, The Same, SPK, Severed Heads e Wild West.

### Brasil
O pós-punk no Brasil surge no início da década de 1980,  centrado principalmente em Brasília e São Paulo. Legião Urbana foi a mais popular, embora a banda tenha adotado outros estilos como art rock, jangle pop, rock progressivo e folk rock. Legião Urbana foi fortemente influenciada pelo movimento britânico inicial de bandas como Joy Division, The Cure, Public Image Ltd e Gang of Four, além de The Smiths. Outras bandas que tiveram alguma influência do gênero no país incluem Plebe Rude, Ira! e Titãs. No underground, a banda Cabine C é considerada pioneira da cena paulista. Outras bandas incluem Muzak, Akira S e As Garotas Que Erraram, Akt 2, Black Future, Fellini, Escola de Escândalo, Arte no Escuro, O Cálice, 5 Generais, Quarto Mundo, As Mercenárias, Divergência Socialista, Patife Band, Violeta de Outono (embora esta também tenha flertado com o psicodelismo dos anos 60 e com o rock progressivo dos anos 70), Picassos Falsos, Último Número, Varsóvia e Vzyadoq Moe, e as duas coletâneas principais da cena paulista, Não São Paulo Volume 1 e Enquanto Isso…. 
Algumas bandas e artistas representantes do gênero pelas gerações seguintes (a maioria delas em cenário underground) incluem: Gangue Morcego, Máquina, Escarlatina Obsessiva, Segundo Inverno, Gattopardo, Cadáver Em Transe, The Knutz, Herzegovina, Signo XIII, A Banda Invisível, Plastique Noir, Pontagulha, Anum Preto e Projeto Quarentena – sendo que algumas destas bandas estão fortemente ligadas a subcultura gótica.

### Países Baixos
A talvez mais importante gravadora pós-punk, Factory Records, lançou uma subsidiária na Bélgica chamada Factory Benelux. O pós-punk dessa região é chamado Ultra e engloba também experimentações não ligadas ao rock. Houve muitos artistas importantes nesta região da Europa, com destaque para as bandas The Ex, Flue, Mecano, Minny Pops e The Names.

### Portugal
Apesar de esta variante ter tido pouca repercussão em Portugal, destaca-se sobretudo o primeiro álbum dos Sétima Legião, "A um Deus desconhecido" onde são notadas várias influências do movimento de Manchester, em particular dos Joy Division, assim como os primeiros álbuns de GNR, Rádio Macau e BAN.